# Интерферон
Интерфероны (сокр.IFN) — общее название ряда белков со сходными свойствами, выделяемых клетками организма в ответ на вторжение вируса, на некоторые бактериальные вещества и на низкомолекулярные химические соединения. Интерфероны индуцируют либо активируют определённые клеточные белки, блокирующие репликацию вируса. По большей части противовирусный эффект интерферонов обусловлен индукцией более чем 300 стимулируемых ими генов, которые ответственны за различные противовирусные функции. «Определяемый в качестве интерферона фактор должен быть белковой природы, обладать антивирусной активностью по отношению к разным вирусам, по крайней мере, в гомологичных клетках, опосредованной клеточными метаболическими процессами, включающими синтез РНК и белка».

## История
В 1957 году сотрудники Лондонского национального института медицинских исследований вирусологи англичанин Алик Айзекс и швейцарец Жан Линдеман случайно во время опытов открыли интерферон. Исследователи столкнулись с непонятным явлением: мыши, которых заражали определёнными вирусами, не заболевали. Поиски причин этого явления показали, что мыши, не поддавшиеся заражению вирусами, в момент заражения уже болели другой вирусной инфекцией. Таким образом выяснилось, что в организме мышей один из вирусов препятствует размножению другого. Это явление антагонизма вирусов назвали интерференцией (англ. помеха, препятствие), данное явление встречается при введении в организм двух вирусов одновременно или с интервалом не более 24 часов.
После того, как интерфероны были обнаружены, их клинические испытания на людях были разочаровывающими вплоть до 1970-х годов, пока не научились очищать человеческий интерферон, после чего в больших дозировках он начал показывать эффективность против некоторых болезней. На протяжении многих лет основным поставщиком человеческого интерферона по всему миру являлась исследовательская лаборатория в Финляндии, производившая лейкоцитарный интерферон, преимущественно интерферон-альфа, с помощью лейкоцитов крови через их стимуляцию вирусом Сендаи. Затем компания Wellcome Research Laboratories научилась получать большое количество этого интерферона из лимфобластов, которые выращивались в суспензии уже в промышленных масштабах.
В 1980-х годах произошёл прорыв в производстве интерферона, компании Biogen в Швейцарии и Genentech в США научились производить рекомбинантный интерферон с помощью кишечной палочки, склонировав в неё ген интерферона, что позволяло увеличить объём выработки и производить интерфероны любого типа, а себестоимость производства должна была сократиться примерно в 100 раз. По состоянию на 2016 год среди рекомбинантных человеческих интерферонов были обнаружены по меньшей мере дюжина подвидов интерферона-альфа, один интерферон-бета и один интерферон-гамма.

## Классификация
Интерфероны человека подразделяют на группы в зависимости от типа клеток, в которых они образуются: α, β и γ. α-интерфероны включают несколько видов белков с молекулярной массой около 20 кДа. Особое значение имеют интерфероны альфа-2b (для лечения тяжёлых вирусных заболеваний, в частности гепатитов) и бета-1a (применяются для лечения рассеянного склероза).
Существует классификация эндогенных интерферонов по типам, основанная на наличии специфических клеточных мембранных рецепторов:
- I тип — ИФН-α, ИФН-β, ИФН-κ, ИФН-ε, ИФН-ω;
- II тип — ИФН-γ;
- III тип — ИФН-λ1, ИФН-λ2 и ИФН-λ3.

Интерферон гамма-1b применяется в США для лечения хронической гранулёматозной болезни и остеопетроза.
Пегилированные интерфероны представляют собой белки, химически связанные с полиэтиленгликолем (ПЭГ, англ. PEG).

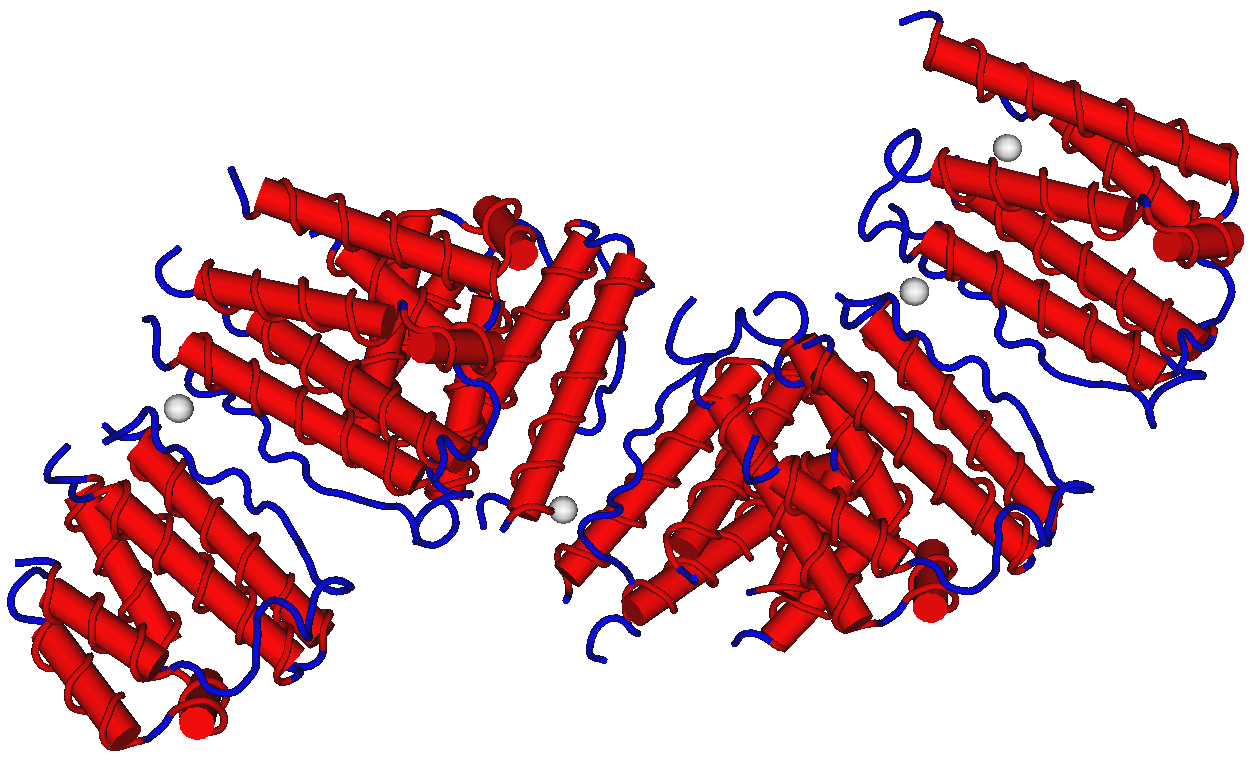
Человеческий интерферон-α
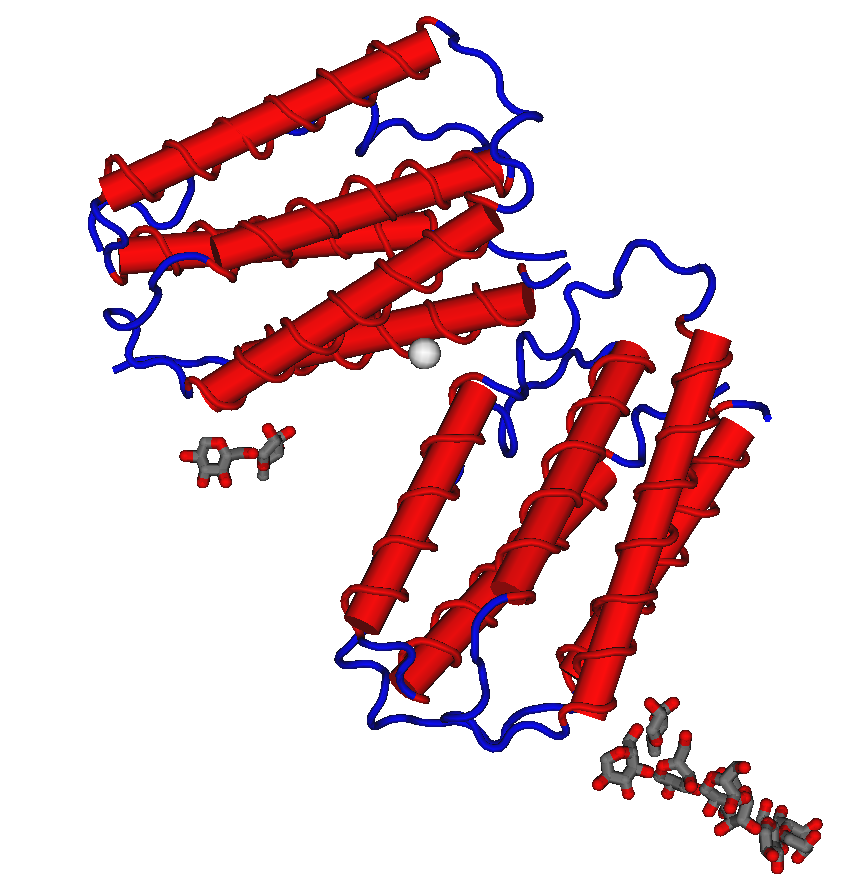
Человеческий интерферон-β
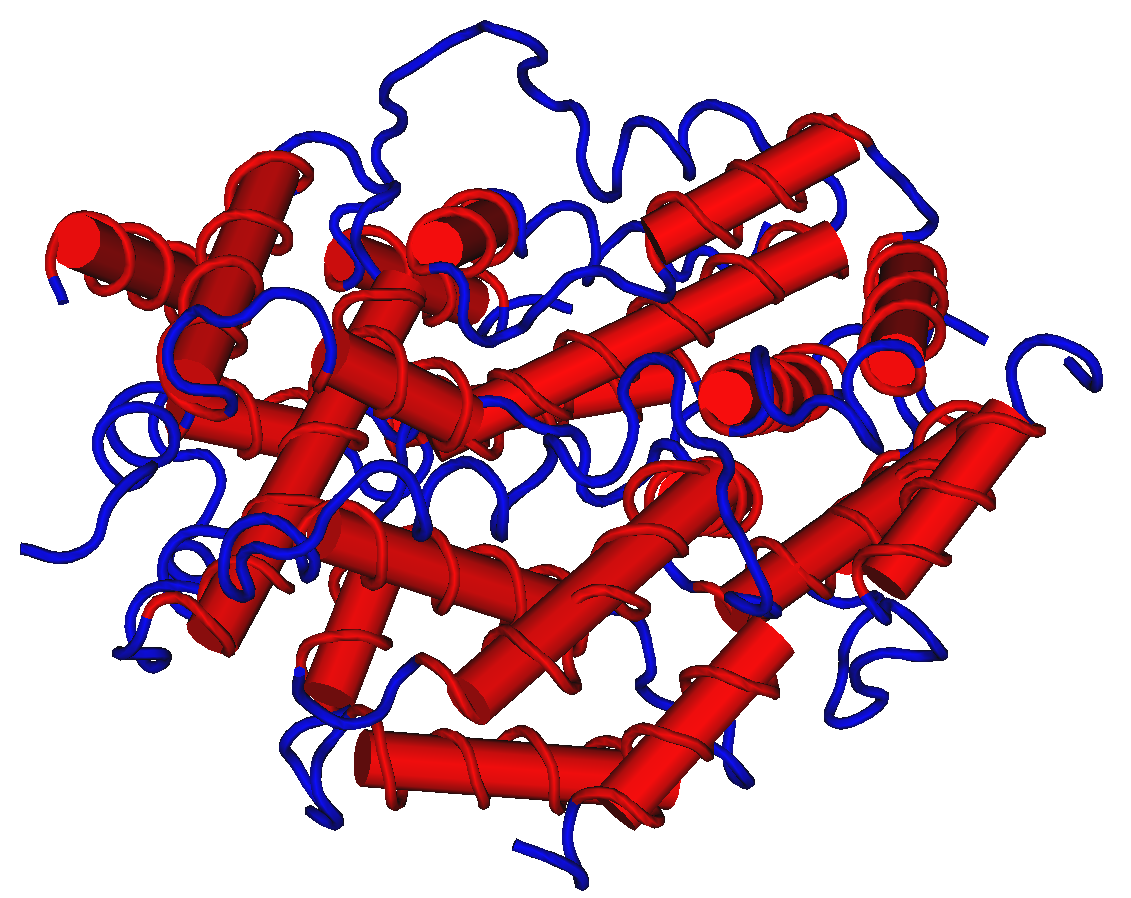
Человеческий интерферон-γ

Препараты интерферона выпускаются различных формах — в порошках, растворах, каплях и др.

## Механизм действия
Наиболее изученным свойством интерферона является его способность препятствовать размножению вирусов. Он образуется в клетках млекопитающих и птиц в ответ на вирусную инфекцию.
При заражении клетки вирус начинает размножаться. Клетка-хозяин одновременно с этим начинает продукцию интерферона, который выходит из клетки и вступает в контакт с соседними клетками. Хотя интерферон не обладает прямым противовирусным действием, он способен вызывать такие изменения в клетках, которые препятствуют размножению вируса, формированию вирусных частиц и дальнейшему его распространению. Интерферон действует в нескольких направлениях. Во-первых, он оказывает влияние на клетки, соседние с инфицированной, запуская в них цепь событий, приводящих к подавлению синтеза вирусных белков и в некоторых случаях сборки и выхода вирусных частиц (путём активации олигоаденилатциклазы). В ответ на воздействие интерферона клетки вырабатывают большое количество протеинкиназы R. Этот фермент фосфорилирует фактор инициации трансляции eIF-2, фосфорилированный eIF-2 формирует неактивный комплекс с другим фактором, eIF-2B. В результате уровень белкового синтеза в клетке снижается. После протеинкиназы R активируется синтез рибонуклеазы L, которая расщепляет клеточные РНК и ещё больше снижает уровень белкового синтеза. В целом, интерферон-зависимое подавление трансляции является губительным как для вируса, так и для клетки-хозяина. Помимо влияния на трансляцию, интерфероны способны активировать сотни других генов (они известны как гены, стимулируемые интерфероном), играющих роль в защите клетки от вирусов. Кроме того, интерферон лимитирует распространение вирусных частиц путём активации белка p53, что ведёт к апоптотической смерти инфицированной клетки.
Вторым направлением действия интерферонов является стимуляция иммунной системы для борьбы с вирусами. Интерферон повышает синтез молекул главного комплекса гистосовместимости I и II классов и активирует иммунопротеасому. Высокий уровень молекул главного комплекса гистосовместимости I класса обеспечивает эффективную презентацию вирусных пептидов цитотоксическим Т-лимфоцитам и натуральным киллерам, а иммунопротеасома осуществляет процессинг вирусных пептидов, предшествующий презентации. Высокий уровень молекул главного комплекса гистосовместимости II класса обеспечивает презентацию вирусных антигенов Т-хелперам. Т-хелперы, в свою очередь, выделяют цитокины, которые координируют активность других клеток иммунной системы. Некоторые виды интерферонов, например интерферон-γ, могут прямо стимулировать клетки иммунной системы, такие как макрофаги и натуральные киллеры.
Образование интерферона могут стимулировать не только интактные вирусы, но и различные другие агенты, например некоторые инактивированные вирусы, двухцепочечные РНК, синтетические двухцепочечные олигонуклеотиды и бактериальные эндотоксины.

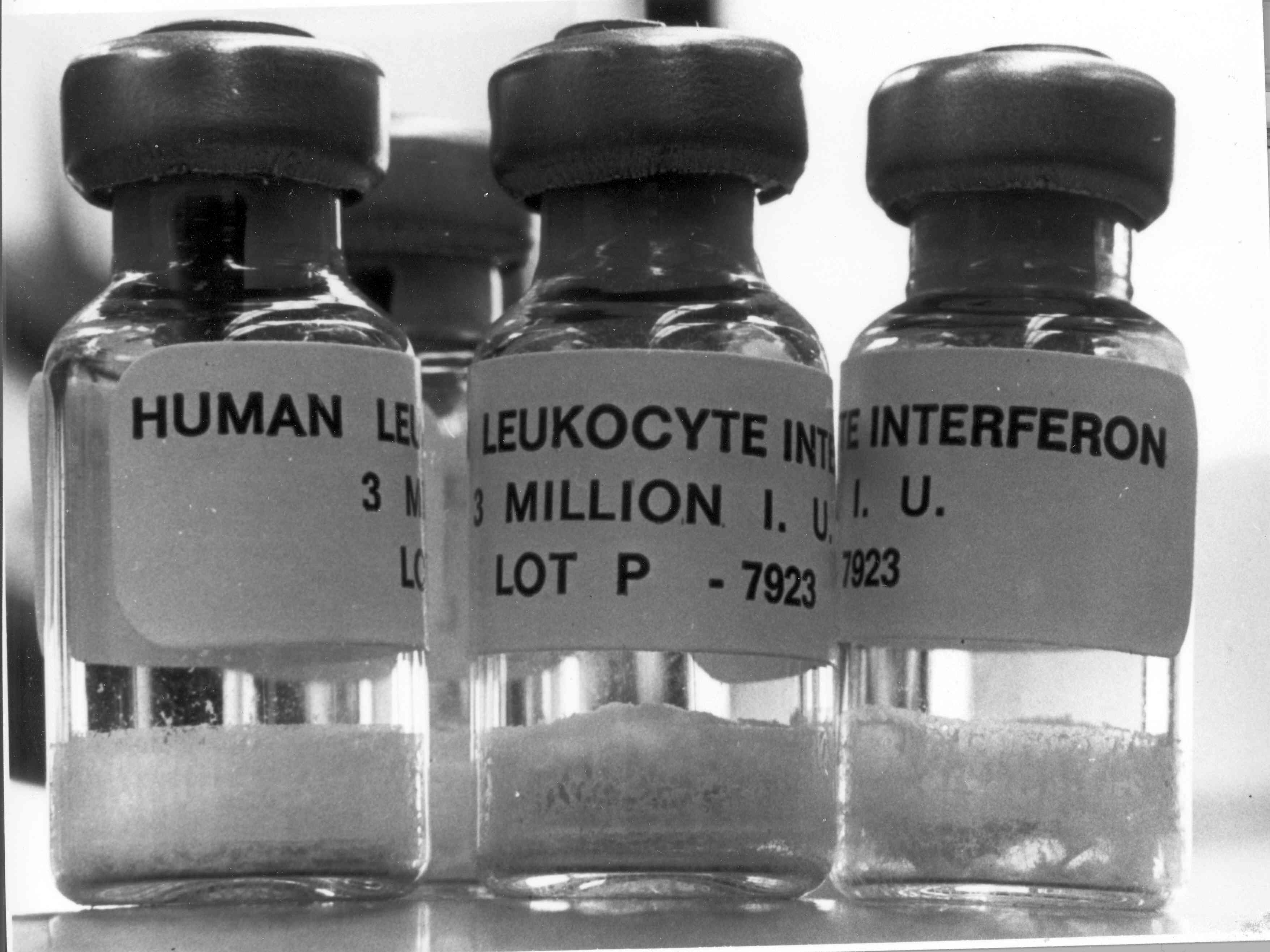
Человеческий лейкоцитарный интерферон во флаконах

Биологическая активность интерферона очень высока. У мышиного интерферона она составляет 2⋅109 ед./мг, а одна единица снижает образование вирусов примерно на 50 %. Это означает, что достаточно одной молекулы интерферона, чтобы сделать клетку резистентной к вирусной инфекции. Показано, что молекулы интерферона должны оказывать действие на клетку в течение минимум четырёх часов, для того, чтобы в клетке начались процессы борьбы с вирусом, таким образом, многие специалисты не считают эффективным интраназальное применение интерферона для профилактики ОРВИ. Тем не менее, последние исследования на мышах показывают, что интерферон, применённый на слизистую оболочку, может действовать в качестве иммунологического адъюванта против вируса гриппа, усиливая специфический ответ иммунной системы. В США проводятся клинические испытания вакцины против гриппа, которая использует интерферон в качестве адъюванта.
Интерферон вызывает и целый ряд других биологических эффектов, в том числе подавляет размножение клеток.

## Лечение и профилактика интерферонами
В медицине интерфероны применяются для предотвращения и лечения вирусных инфекций. При этом лечение имеет ограничения и сопряжено со значительными побочными эффектами, которые включают развитие похожих на грипп симптомов: лихорадки, боли в мышцах и головной боли. Фактически схожие симптомы возникают и при выработке эндогенного интерферона самим организмом в ответ на вирусную инфекцию. Терапевтическое лечение интерфероном также приводит к лейкопении и тромбоцитопении, а воздействие на центральную нервную систему вызывает депрессию. При этом препараты с любыми интерферонами альфа обычно имеют предостережения о том, что могут вызывать или усугублять фатальные или угрожающие жизни психоневрологические, аутоиммунные, ишемические или инфекционные расстройства.

### Способы доставки в организм
Интерферон альфа обычно вводится внутримышечно в суточной дозировке от 3⋅106 до 8⋅107 МЕ, что позволяет добиться концентрации интерферона в крови порядка 50—500 МЕ на мл. Интерферон бета вводится внутривенно, поскольку после внутримышечного введения он почти не обнаруживается в крови. При лечении рака могут применяться местные инъекции прямо в опухоль. Пероральное же употребление интерферонов является неэффективным, их длинные аминокислотные последовательности чувствительны к расщеплению протеазами пищеварительного тракта. При интраназальном — интерфероны быстро вымываются со слизью. Другие способы доставки в организм интерферона хотя и показали некоторые результаты, но не смогли достичь успеха в клинической практике.

#### Спреи и капли в нос
Слизистая оболочка носа способна всасывать различные эндогенные гормоны, в том числе и интерфероны. Однако экспериментальные исследования показали, что назальное введение интерферона дозами порядка 106 МЕ каждые 4 часа не оказывает профилактического эффекта. Тем не менее, существуют данные, что введение больших доз (порядка 108 МЕ) может обеспечить защиту против риновирусной инфекции, что может быть обусловлено быстрым удалением интерферона вместе со слизью. Исследования назального спрея с рекомбинантным интерфероном альфа-2b показывают, что в лечении он неэффективен, токсичен и повышает шансы на возникновение вторичной инфекции.
За время работы Common Cold Unit с 1946 по 1989 года не было обнаружено каких-либо эффективных средств против простуды. И интерферон альфа, и интерферон бета при применении интраназально перед возникновением вирусного заболевания показывали себя эффективными в профилактике риновирусной, коронавирусной, респираторно-синцитиальной инфекций и гриппа, однако наличие местных побочных эффектов и тот факт, что наиболее эффективен интерферон оказался при профилактике, привело к тому, что интерферон не нашёл применения для лечения данных инфекций. Нет каких-либо доказательств терапевтической ценности интерферона при обычных респираторных вирусных инфекциях. В то же время согласно систематическому обзору 2021 года интерферон альфа может оказаться многообещающим средством против COVID-19 по части длительности госпитализации и снижения вирусовыделения, однако исследований пока мало.

#### Закапывание в глаза
Небольшое двойное слепое плацебо-контролируемое исследование 1980-х годов показало, что закапывание рекомбинантного интерферона альфа-2b в глаза приводит к выделению интерферона в носу со слизью в обнаруживаемых количествах в течение последующих 8 часов. При этом с повышением дозировки из значимых побочных эффектов отмечался поверхностный точечный кератит. Подобный способ доставки интерферона в нос оказался менее токсичным по сравнению с назальным способом, однако в исследовании не определялось, является ли уровень интерферона в носовых ходах достаточным для лечебного или профилактического использования.

#### Ректальные суппозитории
В одном из исследований на крысах 1980-х годов было показано, что сам по себе интерферон альфа из состава суппозиториев не всасывается в кишечнике, но небольшого уровня всасывания удалось добиться, используя урсодезоксихолат натрия. Однако уровень всасывания был слишком мал для лечения гепатита, при котором интерферон обычно применяется.

### Интерферон-содержащие препараты
Разработка методов получения лейкоцитарного и рекомбинантного интерферона в препаративных количествах, а также высокоэффективных методов их очистки открыла возможность применения этих препаратов в лечении вирусных гепатитов B и C и некоторых видов неопластических заболеваний (исключительно в инъекционной форме). Получение рекомомбинантного интерферона дало возможность для его широкого применения.
Интерфероны получают следующими способами:
- лейкоцитарные — из донорской крови человека и животных после воздействия на неё вирусами;
- лимфобластоидные — из культуры лимфобластных клеток, которые обрабатывают веществами, стимулирующими иммунный ответ;
- рекомбинантные — методом генетической рекомбинации (молекулярной биотехнологии), из культуры клеток бактерий или грибов, в которые специально внедрили участок человеческого гена.

В настоящее время в России выпускаются коммерческие препараты: человеческий лейкоцитарный, лимфобластный «Велферон» (Wellferon), фибробластный (Ферон); интерферон и интерфероны, полученные генно-инженерными методами: рекомбинантные альфа- (Лаферобион, Роферон, Реальдирон, и другие), бета- и гамма-интерферон (Ингарон).
В отдельных странах постсоветского пространства выпускаются интерферон-содержащие безрецептурные средства в виде капель, мазей, свечей, геля (например, Виферон, Гриппферон, Генферон, вариант Лаферобиона и т.п.), позиционируемые производителями для применения при различных заболеваниях, в частности, ОРВИ и гриппе. При этом по данным ВОЗ, не существует ни качественных клинических исследований эффективности, ни систематизированных наблюдений местного применения интерферонов для лечения гриппа.
Также в России есть путаница с коммерческими названиями: не все препараты с корнем -ферон- в названии содержат какой-либо интерферон. К примеру, гомеопатическое средство «Анаферон» вообще не содержит действующего вещества, как и «Эргоферон».
Отличительной особенностью рекомбинантных интерферонов является то, что они получены вне организма человека (продуцируются бактерией E. coli, в ДНК которой встроен ген человеческого интерферона). Это значительно удешевляет производство, плюс сводит к нулю вероятность передачи какой-либо инфекции от донора.
Современные препараты на основе рекомбинантных человеческих интерферонов проходят строгий контроль качества. Одним из важнейших методов подтверждения подлинности их структуры является пептидное картирование с использованием высокоэффективной жидкостной хроматографии (ВЭЖХ), позволяющее подробно охарактеризовать аминокислотную последовательность белка.

### Индукторы интерферона
Индукторы интерферона — это вещества природного или синтетического происхождения, стимулирующие в организме человека продуцирование или высвобождение собственных интерферонов. В ранних доклинических исследованиях в 1970-х годах индукторы не показали явного противовирусного эффекта, но у многих из них была выявлена высокая токсичность; они не применяются в медицинской практике развитых стран. Эти вещества напрямую воздействуют на сложные сигнальные системы организма, что может приводить к тяжёлым побочным эффектам.
Индукторы интерферонов природного происхождения делятся на двухцепочечные РНК (dsRNA, выделяемые из дрожжей и бактериофагов) и на полифенолы, выделяемые из растений. Синтетические индукторы представлены ароматическими углеводородами и полинуклеотидами.
За пределами стран бывшего СССР индукторы интерферонов (в том числе в странах Западной Европы и Северной Америки) в качестве лекарственных средств не зарегистрированы, а их клиническая эффективность не доказана ни в одном крупном международном исследовании.

### Побочные эффекты
Большое значение имеют психопатологические нарушения, в том числе депрессия, вызванная интерфероном[каким?]. До недавнего времени преобладало мнение, что наличие депрессии (в том числе в анамнезе) служит противопоказанием к назначению интерферонов; в случае развития депрессии при применении интерферона, лечение рекомендовалось незамедлительно прекратить, в первую очередь из-за высокого суицидального риска таких состояний. Однако исследования последних лет выявили несомненный терапевтический эффект антидепрессантов для коррекции аффективных нарушений у больных гепатитом C, получающих интерферон.